# Murrumbidgee Shire
Murrumbidgee Shire var en kommun i Australien. Den låg i delstaten New South Wales, i den sydöstra delen av landet, omkring 510 kilometer väster om delstatshuvudstaden Sydney. 2014 var antalet invånare 2 503.
Kommunen upphörde den 12 maj 2016 då den slogs samman med Jerilderie Shire och bildade det nya självstyresområdet Murrumbidgee Council.
Förutom huvudorten Darlington Point hörde även orten Coleambally till Murrumbidgee Shire.